# León Mario Bedoya
León Mario Bedoya López (Itagüí, 28 de abril de 1973) es un abogado, administrador de empresas y político colombiano.

## Biografía
Nació en Itagüí, el 28 de abril de 1973. Es abogado y administrador de Empresas con magíster en Gobierno Público, Planificación Territorial y Dinámica de la Población de la Universidad Externado de Colombia. Como político y servidor público ejercido como presidente de la Asociación de Municipios del valle de Aburrá, secretario de Gobierno, alcalde encargado, concejal y presidente del Concejo en Itagüí, además de representante de concejales en la Junta del Área Metropolitana.
Se lanzó como candidato para la alcaldía del municipio de Itagüí y participó de las elecciones regionales de Colombia de 2015, donde finalmente salió vencedor con el 50,10% de votación, el equivalente a 57 510 votos. En ese entonces, Bedoya López estaba afiliado al Partido Conservador Colombiano.
Durante su gestión como alcalde trabajó en obras sociales, en el sector de la salud, estudiantil e infraestructura de aulas escolares. La creación de los centros de desarrollo infantil (CDI) enfocados a la población de menores de edad y adolescentes permitió la resolución de conflictos y problemas sociales entre este tipo de comunidades. En total, 600 menores de sectores rurales y urbanos se beneficiaron de este proyecto. El 68% del presupuesto fue destinado a la ejecución y puesta en marcha de diversidad de programas sociales, dirigidos a las comunidades más vulnerables, entre ellos, el de Gestión Integral de Salud Mental donde intervinieron diversos entes y organismos como el Instituto Colombiano de Bienestar Familiar y las comisarías de familia, entre otros. En el final de su mandato gestionó un convenio con el Área Metropolitana y el Ministerio de Educación Nacional por el orden de los $45 000 millones para la construcción de nueve colegios y varias aulas móviles, proyecto que benefició al sector estudiantil. Finalmente obtuvo un 83,06% de aprobación durante su gestión como mandatario y terminó con un 95% de cumplimiento de su plan de desarrollo.
En diciembre de 2016, Bedoya y varios concejales fueron absueltos de sus funciones como administradores y funcionarios de Itagüí. Se les acusó en su momento de beneficiar y enriquecer a miembros de la Policía Nacional, en el cumplimiento de labores contra el crimen organizado y que conllevaría a un detrimento patrimonial. Tanto el alcalde como los concejales interpusieron una apelación mediante un equipo jurídico.   Finalmente, el Consejo de Estado de Colombia falló a favor de Bedoya y los demás concejales, alegando que no existían pruebas sobre una supuesta creación de incentivos.
El 24 de septiembre de 2018, la Sociedad Colombiana de Prensa y Medios de Comunicación le condecoró con la Orden Carlos Lemos Simmonds, categoría Gran Cruz Extraordinaria en Grado de Caballero por su «contribución a la transparencia, democracia y desarrollo social del país». El 11 de diciembre de 2019 fue reconocido como el mejor mandatario del país en temas sobre seguridad vial. Asimismo, fue seleccionado como uno de los tres mejores alcaldes de Colombia en temas relacionados con la superación de la pobreza.

## Investigaciones
Para mediados de junio de 2023, Bedoya fue investigado por la Procuraduría General de la Nación por nombramiento irregular de un directivo en el hospital del Sur Gabriel Jaramillo. La entidad gubernamental señaló en su momento que hubo irregularidades en la contratación de Claudia Jimena Echavarría, jefe de control interno del hospital, debido a la posible falta de experiencia para el cargo en cuestión.
En octubre de 2023 la Procuraduría también le investigó por haber benficiado a dos personas con títulos de propiedad. Además fue investigada Silvia Patricia Quintero Franco, quien en ese entonces era la secretaria municipal de vivienda y hábitat y responsable de la aprobación para la ejecución de la cesión.